# Ember György
Ember György (Sóspuszta, 1845. április 20. – Nagyvárad, 1905. május 11.) tanító, költő, műfordító.

## Életpályája
Apja, Ember Péter, gróf Károlyi György erdődi uradalmának gazdatisztje volt 1830-tól 1847-ig. Édesanyja Látin Anna. Miután 1848 után apját Des-Echerolles Kruspér Károly hívta meg batizi birtokára tiszttartónak, az elemi ismereteket itt, előbb a görög-katolikus, majd a református népiskolában szerezte meg. Apja időnek előtte a nagykárolyi piarista gimnáziumba adta, de miután itt nem tudta még a lépést tartani, egy év múlva a szatmári fő-elemi tanoda negyedik osztályában folytatta, majd a nagyváradi katolikus főgimnáziumban végezte el az alsóbb osztályokat. A gimnázium többi osztályát Nagykárolyban és Nagyváradon járta ki, de félbeszakítva, a nagyváradi tanítóképzőbe lépett át, és 1865-ben itt szerzett főelemi tanítói oklevelet. Áttért a görögkatolikusról a római katolikus vallásra. Rövid ideig Vertán Antal családjánál lett nevelő Szombatságon. 
1866-ban megnősült, a vagyontalan Steinhöbel Júliát vette el, akivel később hat gyermekük született.
1866-tól Tasnádszántón, majd 1869-től Csatáron volt néptanító, de még ebben az évben meghívták a nagyváradi káptalan által nyitott négyosztályos elemi népiskola tanítójának. 1871 szeptemberétől a nagyváradi királyi katolikus tanítóképző intézetnek lett mennyiségtan, rajz- és szépírás tanára. 
Regényeket, elbeszéléseket, pedagógiai tárgyú cikkeket, verseket írt a korabeli lapokba és a román népköltészet alkotásaiból fordított magyarra.
Már tizenéves korától verseket és novellákat szerzett, tanítóként publikált pedagógiai tárgyú írásainak száma megközelíti a százat, melyeket különböző lapokban (Tanodai Lapok, Kalauz) tett közzé. Szépirodalmi, a népéletből vett karcolatai, életképei nagy számban jelentek meg, pl. a Magyarország és a Nagyvilágban, a Nagyvárad és a Tiszántúl hasábjain. Több drámája és színdarabja kéziratban maradt. A Nagyváradnak főmunkatársa, majd színházi referense volt, 1887-ben a Nagyvárad és Vidéke című lapot szerkesztette.

## Műveiből
- Egy nagy lélek története (Nagyvárad, 1871)
- Árva Gergely históriája (Arad, 1875; díjnyertes mű), 2. kiadás, Népiratkák sorozat 211. Budapest, 1904.
- Román népdalok és balladák (Budapest, 1877)
- Elbeszélések (Nagyvárad, 1883)
- Szegény leány keresztje és boldogsága. Mariska a derék szívű leány. Népiratkák sorozat, 203. Budapest, 1904.